# Număr Lucas

Spirala Lucas, realizată cu sferturi de arc, reprezintă o bună aproximare a spiralei de aur când termenii ei sunt mari

A nu se confunda cu număr Pell–Lucas.
În matematică, numerele Lucas sau seria Lucas reprezintă un șir de numere întregi numit după matematicianul Édouard Lucas (1842–91), care a studiat atât acest șir, cât și numerele Fibonacci strâns legate. Numerele Lucas și numerele Fibonacci formează instanțe complementare ale seriei Lucas.
Numerele Lucas sunt definite asemenea numerelor Fibonacci sau a numerelor Pell: fiecare termen al seriei Lucas fiind egal cu suma celor doi termeni anteriori; ceea ce diferă sunt termenii inițiali ai seriei:  {\displaystyle L_{n}=L_{n-1}+L_{n-2}}, unde {\displaystyle L_{0}=2} și {\displaystyle L_{1}=1}.
Astfel primele câteva numere ale seriei Lucas sunt:
2, 1, 3, 4, 7, 11, 18, 29, 47, 76, 123, ....
Uneori se consideră că primii doi termeni ai seriei sunt L0 = 2 și L1 = 1, ceea ce nu schimbă seria de la termenul 3 în sus. 
Un număr Lucas care este și număr prim se numește prim Lucas. Primele 16 numere prime Lucas sunt:
2, 3, 7, 11, 29, 47, 199, 521, 2207, 3571, 9349, 3010349, 54018521, 370248451, 6643838879, 119218851371

## Relația cu numerele Fibonacci

Prima identitate dintre numerele Fibonacci și numerele Lucas exprimată vizual

Datorită naturii similare, există mai multe identități între numerele Lucas {\displaystyle L_{n}} și numerele Fibonacci {\displaystyle F_{n}}. Printre acestea se numără următoarele:
- {\displaystyle L_{n}=F_{n-1}+F_{n+1}=F_{n}+2F_{n-1}=F_{n+2}-F_{n-2}}
- {\displaystyle L_{m+n}=L_{m+1}F_{n}+L_{m}F_{n-1}}
- {\displaystyle L_{n}^{2}=5F_{n}^{2}+4(-1)^{n}}, și pe măsură ce {\displaystyle n\,} se apropie de +∞, raportul {\displaystyle {\frac {L_{n}}{F_{n}}}} se apropie de {\displaystyle {\sqrt {5}}.}
- {\displaystyle F_{2n}=L_{n}F_{n}}
- {\displaystyle F_{n+k}+(-1)^{k}F_{n-k}=L_{k}F_{n}}
- {\displaystyle L_{n+k}-(-1)^{k}L_{n-k}=5F_{n}F_{k}}; în particular, {\displaystyle F_{n}={L_{n-1}+L_{n+1} \over 5}}

Formula lor închisă este dată ca:
{\displaystyle L_{n}=\varphi ^{n}+(1-\varphi )^{n}=\varphi ^{n}+(-\varphi )^{-n}=\left({1+{\sqrt {5}} \over 2}\right)^{n}+\left({1-{\sqrt {5}} \over 2}\right)^{n}\,,}
unde {\displaystyle \varphi } este raportul de aur. Alternativ, pentru {\displaystyle n>1} mărimea termenului {\displaystyle (-\varphi )^{-n}} este mai mică de 1/2, {\displaystyle L_{n}} este cel mai apropiat număr întreg de {\displaystyle \varphi ^{n}} sau, în mod echivalent, partea întreagă a lui {\displaystyle \varphi ^{n}+1/2}, scrisă și ca {\displaystyle \lfloor \varphi ^{n}+1/2\rfloor }.
Combinând cele de mai sus cu formula lui Binet,
{\displaystyle F_{n}={\frac {\varphi ^{n}-(1-\varphi )^{n}}{\sqrt {5}}}\,,}
se obține o formulă pentru {\displaystyle \varphi ^{n}}:
{\displaystyle \varphi ^{n}={{L_{n}+F_{n}{\sqrt {5}}} \over 2}\,.}